# Aspila subflexa
Aspila subflexa är en fjärilsart som beskrevs av Achille Guenée 1852. Aspila subflexa ingår i släktet Aspila och familjen nattflyn. Inga underarter finns listade i Catalogue of Life.